# Gummo (singolo)
Gummo è un singolo del rapper statunitense 6ix9ine, pubblicato l'11 ottobre 2017.

## Descrizione
Il testo, scritto con Andrew Green, racconta della confusione di 6ix9ine causata dalle droghe e parla degli uomini di colore.

### Produzione
La produzione di Pi'erre Bourne era la stessa preparata per il suo ex collaboratore Trippie Redd. Lui ha reagito denunciando verbalmente 6ix9ine e dando inizio alle controversie tra i due, sfociate in insulti su Instagram e dispetti.

## Remix
Gummo - Remix è il remix ufficiale del singolo Gummo, pubblicato in concomitanza con l'uscita del mixtape Day69, del quale fa parte, essendo la decima traccia.
Il brano è interpretato dai rapper statunitensi 6ix9ine e Offset, quest'ultimo componente dei Migos.

## Tracce
1. Gummo – 2:37

Remix
1. Gummo - Remix (feat. Offset) – 3:25

## Classifiche
| Classifica (2017-18) | Posizione massima |
| -------------------- | ----------------- |
| Canada               | 32                |
| Stati Uniti          | 12                |